# Chonocephalus ecitophilus
Chonocephalus ecitophilus är en tvåvingeart som beskrevs av Borgmeier och Schmitz 1923. Chonocephalus ecitophilus ingår i släktet Chonocephalus och familjen puckelflugor. Inga underarter finns listade i Catalogue of Life.